# Grinava

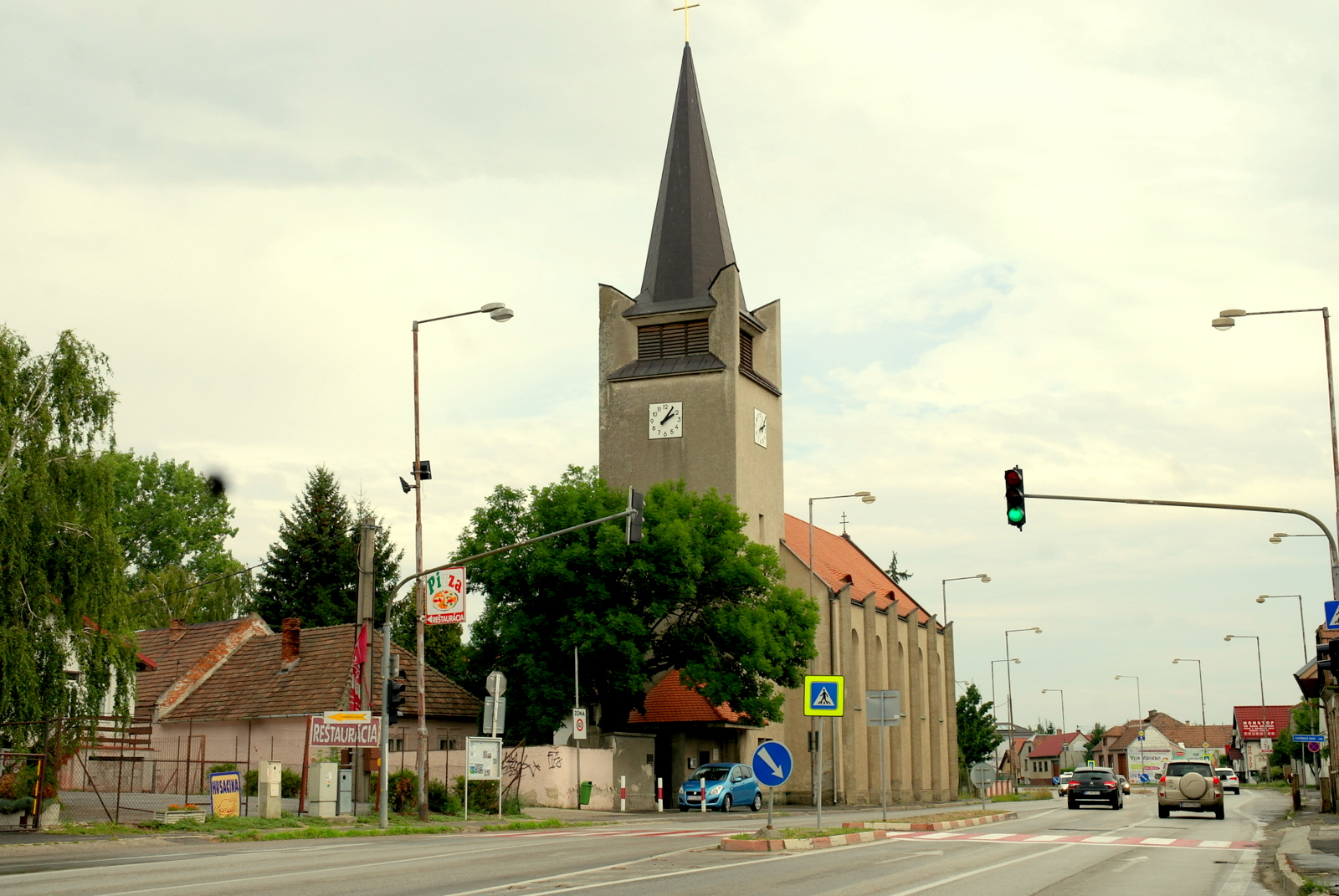
Hauptstraße Myslenická mit der evangelischen Kirche

Grinava (slowakisch 1947–1990 „Myslenice“; deutsch Grünau oder Grinau, ungarisch Grinád, lateinisch Grinavia) ist eine ehemalige Gemeinde und seit 1975 ein Teil der slowakischen Stadt Pezinok. Der Ort liegt südwestlich der eigentlichen Stadt am Fuße der Kleinen Karpaten.

## Geschichte
Grinava wurde zum ersten Mal 1390 als Gremaw schriftlich erwähnt, vorher gab es eine ältere Siedlung, die 1208 als villa Mhyr bezeichnet wurde. Der Ort gehörte zum Herrschaftsgebiet von St. Georgen. 1601 gab es vier Mühlen und riesige Weingärten, die den Bewohnern von umliegenden Orten St. Georgen, Limbach und Bösing gehörten. 1828 hatte die Ortschaft 110 Häuser und 782 Einwohnern, die als Landwirte und Winzer beschäftigt waren.
Bis 1918 gehörte der Ort im Komitat Pressburg zum Königreich Ungarn und kam danach zur neu entstandenen Tschechoslowakei beziehungsweise heutigen Slowakei. Zur Zeit der ersten tschechoslowakischen Republik gab es hier eine Böttcherei, später eine Leimfabrik. Im Sommer 1944 gab es hier ein Gefangenenlager für abgeschossene US-amerikanische Kampfpiloten. Kurz nach dem Ende des Zweiten Weltkriegs wurde 1945–46 die deutsche Bevölkerung nahezu vollständig vertrieben. In der Volkszählung 1970, der letzten vor der Eingemeindung nach Pezinok, wohnten 1749 Einwohner in der Gemeinde.

## Bauwerke und Denkmäler

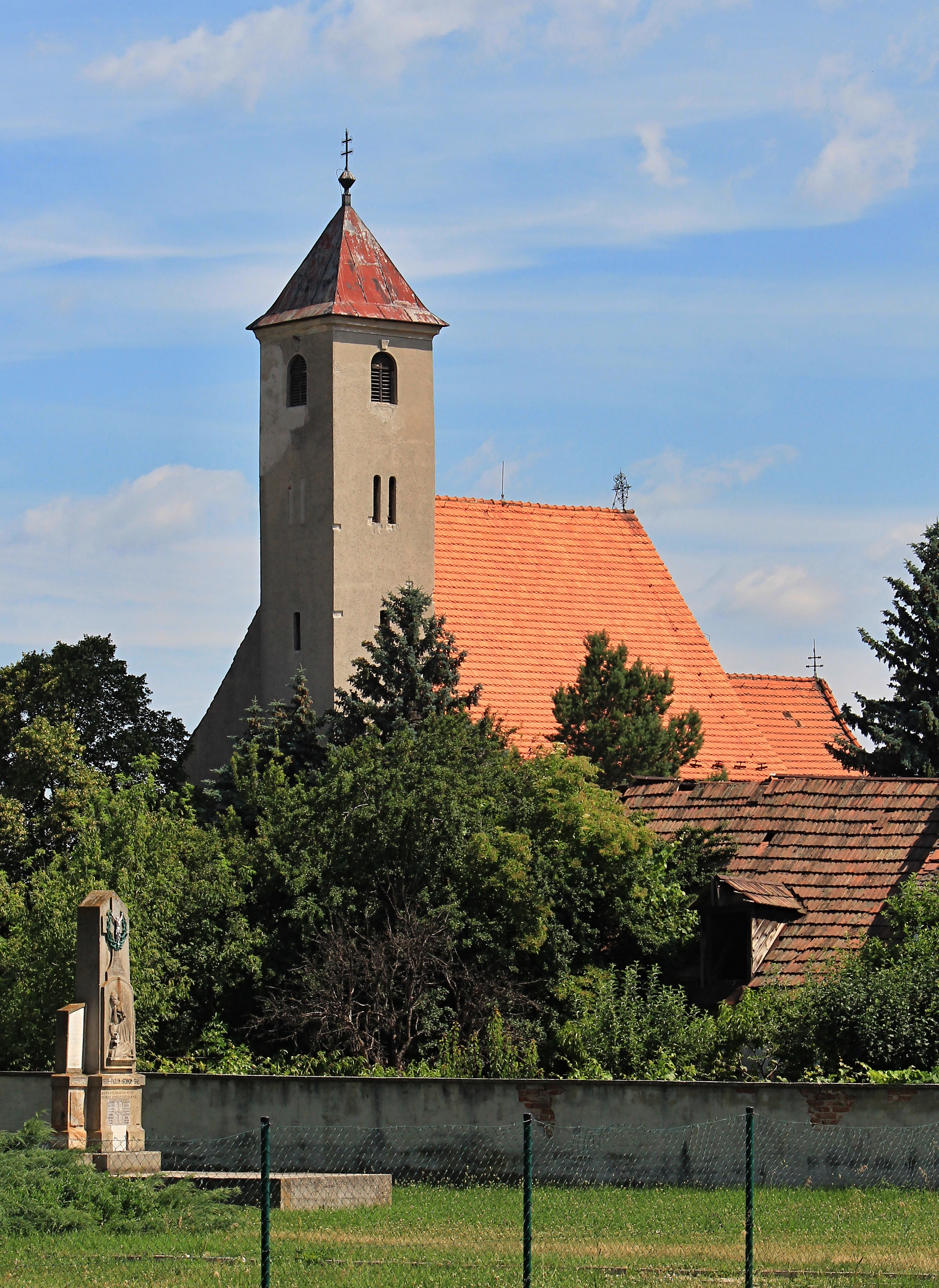
Römisch-katholische Kirche Hl. Sigismund

- römisch-katholische Pfarrkirche Hl. Sigismund im gotischen Stil aus dem frühen 14. Jahrhundert
- evangelische Kirche aus dem Jahr 1926
- Mühle aus dem späten 18. Jahrhundert
- Smyl-Pálffy-Landsitz aus dem 16. Jahrhundert, heute im ruinösen Zustand